# رفيق علي سردار
محمد رفيق علي سردار (من مواليد 16 أبريل 1998) هو لاعب كرة قدم هندي محترف يلعب كحارس مرمى لفريق راجستان يونايتد في الدوري الهندي الممتاز.

## روابط خارجية
- رفيق علي سردار على موقع قاعدة بيانات كرة القدم.إي يو (الإنجليزية)
- رفيق علي سردار على موقع Soccerway.com (الإنجليزية)